# Pilot 752 SE
Pilot 752 SE är en svensk lotsbåt som byggdes 1979 som Tjb 752 av AB Holms Skeppsvarv, Råå, Helsingborg för Sjöfartsverket i Norrköping. Tjb 752 stationerades vid Örnsköldsviks lotsplats. 2005 döptes båten om till Pilot 752 SE. År 2008 genomgick båten en omfattande renovering och livstidsförlängning vid Muskövarvet AB, Haninge kommun.